# Solà de la Torre
El Solà de la Torre és una solana del terme municipal d'Abella de la Conca, a la comarca del Pallars Jussà.
Està situada en el vessant sud-oriental de Puigvent, a la vall alta del riu d'Abella, al nord-est de la vila d'Abella de la Conca. És el vessant de migdia de Puigvent, pel costat que pertany a l'antic poble de la Torre d'Eroles. És a prop i a ponent d'aquest poble.

## Etimologia
Es tracta d'un topònim romànic descriptiu: és el solà situat davant de l'antic poble de la Torre d'Eroles.